# 아이스테이션 PMP1000
아이스테이션 PMP1000(i-STATION PMP1000)은 아이스테이션에서 2004년 10월 15일에 출시한 포터블 미디어 플레이어이다.

## 국제

### 중화인민공화국
2005년 4월에 수출 계약을 체결하여 같은 해 5월에 2000대를 공급하고, 2005년 6월부터 2006년 4월까지 PMP1000과 후속 모델인 i2를 매달 5천여 대 공급하였다.

### 홍콩
2004년 11월에 수출 계약을 체결하여 1000대를 수출하였다.

## 대중 문화
강타의 3집 Persona 수록곡인 '가면 (Persona)' 뮤직 비디오에서 주인공 역을 맡은 강타가 PMP1000에 저장된 옛 연인의 사진을 하나씩 지우는 장면이 삽입되었다.

## 세부 모델
- PMP1000 : 20GB, 표준형 배터리
- PMP1000L : 20GB, 대용량 배터리
- PMP1030 : 30GB, 표준형 배터리
- PMP1030L : 30GB, 대용량 배터리